# نهر كوبر (ألاسكا)
نهر كوبر نهر يقع جنوب وسط ألاسكا في الولايات المتحدة. يستنزف منطقة كبيرة من جبال رانجيل وجبال تشوجاش في خليج ألاسكا. تشتهر بنظام دلتا البيئي الواسع فضلاً عن كثرة إنتاج السلمون البري ، والتي تعد من بين أكثر المخزونات قيمة في العالم. النهر هو عاشر أكبر نهر في الولايات المتحدة حسب متوسط حجم التفريغ عند مصبه.